# John Forsythe
John Forsythe, född John Lincoln Freund den 29 januari 1918 i Penns Grove, Salem County, New Jersey, död 1 april 2010 i Santa Ynez, Santa Barbara County, Kalifornien, var en amerikansk skådespelare. Forsythe var främst känd för rollerna som Charles Townsend i Charlies änglar och som Blake Carrington i Dynastin.
Forsythe var son till Samuel Jeremiah Freund och Blanche Materson (född Blohm) och hade två yngre syskon. Han växte upp i Brooklyn, New York, där hans far arbetade som börsmäklare på Wall Street under 1930-talet.
År 1939 gifte sig Forsythe med sin skådespelarkollega Parker McCormick och tillsammans fick de en son, Dall (född 1943), samma år som de skilde sig. Senare samma år mötte han skådespelaren Julie Warren som blev hans andra fru i början av 1950-talet. Tillsammans fick de två döttrar - Page och Brooke.

## Filmografi i urval
- 1943 – Hemliga Agenter
- 1944 – Spionage i Tokyo
- 1952 – Mord på öppen gata
- 1953 – Fort Bravo
- 1953 – Televisionsmordet
- 1955 – Ugglor i mossen
- 1967 – Med kallt blod
- 1969 – I nöd och lust
- 1969 – Topaz
- 1976–1981 – Charlies änglar (TV-serie)
- 1978 – Du tar mig aldrig levande
- 1979 – ...och rättvisa åt alla
- 1981–1989 – Dynastin (TV-serie)
- 1988 – Scrooged
- 1992–1993 – Vita huset nästa? (TV-serie)
- 2000 – Charlies änglar
- 2003 – Charlies änglar - Utan hämningar